# 2021–2022-es orosz–ukrán krízis
A 2021–2022-es orosz–ukrán krízis 2021-ben kezdődő és folyamatosan eszkalálódó katonai-politikai konfliktus Oroszország és Ukrajna között, mely 2022-re nyílt katonai harcokba torkollott. 2021 márciusában és áprilisában Oroszország több ezer katonát és hadifelszerelést kezdett az ukrán határra küldeni, ami a Krím 2014-es annexiója óta a legnagyobb katonai mozgósítás volt. Júniusra visszavonták a katonák egy részét, de 2021 októberétől a krízis ismét egyre intenzívebb lett, decemberre több mint 100 ezer orosz katona sorakozott fel az ukrán határnál.
2021 decemberében Oroszország bemutatott két békejavaslatot, amelynek részeként „biztonsági garancia” néven jogilag is megtiltották volna Ukrajnának, hogy csatlakozzon a NATO-hoz. A szervezet ezt a javaslatot elutasította, és az Egyesült Államok szankciókkal fenyegette az oroszokat.
A jelenlegi helyzetet a hidegháború óta a legintenzívebbnek nevezték.
2022. február 24-én Oroszország megtámadta Ukrajnát.

## Háttér
A Szovjetunió 1991-es feloszlását követően Ukrajna és Oroszország szoros kapcsolatban maradtak. 1994-ben Ukrajna beleegyezett, hogy megszabadul nukleáris fegyvereitől a budapesti memorandum értelmében, azzal a kitétellel, hogy Oroszország, az Egyesült Királyság és az Egyesült Államok garantálja Ukrajna területi integritását és politikai függetlenségét. Öt évvel később Oroszország egyike volt azon országoknak, amelyek aláírták az európai biztonsági szerződést: ez minden országnak megadta a jogot, hogy úgy változtassa biztonsági helyzetét, ahogy azt jónak látja.
Annak ellenére, hogy 1991 óta Ukrajna önálló ország, Oroszország korábbi szovjet köztársaságként a saját befolyási területe részének tekinti. 2008-ban Vlagyimir Putyin felszólalt Ukrajna NATO-tagsága ellen. Egy román elemző szerint Ukrajnával kapcsolatban Oroszország folytatta a Brezsnyev-doktrína elveit, miszerint Ukrajna szuverenitása nem lehet nagyobb, mint a Varsói Szerződés tagjainak a Szovjetunió összeomlása előtt, az 1980-as évek végén és az 1990-es évek elején.
A Jevromajdan mozgalom 2013 novemberében kezdődött tüntetései után az oroszbarát ukrán elnök, Viktor Janukovics és az ukrán parlamenti ellenzék vezetői megegyeztek egy előrehozott választásban, 2014. február 21-én. Másnap Janukovics elmenekült Kijevből, mielőtt elvették volna tőle elnöki pozícióját. A többségében orosz ajkúak által lakott kelet-ukrajnai régiók kifejezték támogatásukat Janukovics mellett, ami a 2014-es oroszbarát zavargásokhoz vezetett. Ezt követte a Krím orosz annexiója márciusban, majd több területen szeparatista megmozdulások, amelyek során mintegy 9 köztársaság megalakulását jelentették be, így Odesszában, Harkovban, Zaporizzsjában, Herszonban és Poltavában, de csak Donyeck és Luhanszk bizonyult tartósan függetlennek. A Don-medencében kitört a kelet-ukrajnai háború: az oroszok által támogatott Donyecki és a Luganszki Népköztársaságok felvették a harcot az ukrán hadsereggel.
2020. szeptember 14-én Volodimir Zelenszkij ukrán elnök jóváhagyta Ukrajna új Nemzetbiztonsági Stratégiáját, amely a NATO-val való közeli kapcsolat kialakítását kezdte volna meg, a végső célja pedig a szervezethez való csatlakozás. 2021. március 24-én aláírt egy rendeletet, melynek célja „az átmenetileg elfoglalt Krími Autonóm Köztársaság és Szevasztopol integrációja Ukrajnába”.
2021 júliusában Vlagyimir Putyin kiadott egy esszét Az oroszok és ukránok történelmi egyezsége címen, amelyben arról írt, hogy véleménye szerint az oroszok és az ukránok „egy nép”. Timothy Snyder amerikai történész Putyin eszméjét imperializmusként írta le, míg Edward Lucas brit újságíró revizionistának nevezte.
Oroszország többször is azt mondta, hogy Ukrajna NATO-hoz való csatlakozása és a NATO növekedése veszélyezteti nemzetbiztonságát. Erre válaszként Ukrajna és más szomszédos európai országok azzal vádolták Putyint, hogy megpróbálja visszaállítani a Szovjet Birodalmat.
2022. január 30-án 90 orosz értelmiségi, köztük Lev Ponomarjov és Szvetlana Gannushkina nyilvános nyilatkozatot adott ki a moszkvai Echo of Moszkva nevében, amelyben felszólították az orosz kormányt, hogy ne kezdjen "erkölcstelen, felelőtlen és bűnös" háborút Oroszország és Ukrajna között.
2022. február 7-ig a nyilatkozatot 5000 orosz értelmiségi írta alá.
2022. január 31-én Leonyid Grigorjevics Ivasov nyugalmazott vezérezredes az orosz tisztek közgyűlésének elnökeként nyilatkozatot tett közzé, amelyben elítélte Putyin "háborút provokáló bűnös politikáját", és Putyin elnök lemondását követelte.
2022. február 20-án Ponomarjov és hét másik társa, köztük Jurij Szamodurov magányos utcai tüntetést tartott Moszkvában az Ukrajna megtámadásával kapcsolatos orosz fenyegetés ellen. A nyolc tüntetőt letartóztatták.

## Invázió
Már 2021-ben voltak orosz csapatmozgások az ukrán határ mentén, de látványosan 2022 januárjában indultak meg a mozgósítások. Február 22-én Putyin a szakadár népköztársaságok elismerése után agresszióval és azzal vádolta meg Ukrajnát, hogy szerinte „fasiszta népirtást” folytat a kelet-ukrajnai orosz kisebbség ellen. Mindezekre hivatkozva kezdte meg a katonai hadműveleteket Ukrajna területén 2022. február 24-én.

## Kapcsolódó szócikk
- A geopolitika alapjai. Oroszország geopolitikai jövője